# Go the Distance
Go the Distance – ballada soft rockowa pochodząca ze ścieżki dźwiękowej do filmu animowanego Herkules (1997). Napisana przez Alana Menkena oraz wyprodukowana przez Menkena i Davida Zippela, utwór wykonywany jest przez amerykańskiego aktora Rogera Barta. W 1997 kompozycja została wyróżniona nominacjami do Oscara oraz Złotego Globu w kategorii Best Original Song.
Powstało wiele coverów piosenki. Najpopularniejsze z nich nagrali Michael Bolton oraz Ricky Martin. Utwór w wykonaniu Boltona był jednym z singli promujących soundtrack z filmu. Wersja ta została zrealizowana ze stylistyce muzyki pop, została wyprodukowana przez Waltera Afanasieffa oraz Boltona. Martin nagrał hiszpańskojęzyczny cover piosenki pod tytułem „No importa la distancia”. Jego producentami byli K. C. Porter i Draco Rosa. Utwór opublikowano na singlu 15 września 1997. Nagranie posłużyło za pierwszy singel promujący czwarty hiszpańskojęzyczny album studyjny Martina Vuelve (1998) i zajęło miejsce dziesiąte w zestawieniu magazynu Billboard Latin Pop Songs.